# ليو بن
ليو بن (بالصينية: 刘斌) (20 مارس 1991 في الصين - ) هو لاعب كرة قدم صيني في مركز الدفاع. شارك مع منتخب الصين تحت 20 سنة لكرة القدم ومنتخب الصين تحت 23 سنة لكرة القدم. أما مع النوادي، فقد لعب مع جيجيانغ غرينتاون وشانغهاي غرينلاند شينهوا وHangzhou Sanchao F.C. ‏ وBeijing Sport University F.C. ‏.

## وصلات خارجية
- ليو بن على موقع قاعدة بيانات كرة القدم.إي يو (الإنجليزية)
- ليو بن على موقع Soccerway.com (الإنجليزية)